# Lagoa do Caldeirão
Lagoa do Caldeirão är en sjö i Brasilien.   Den ligger i delstaten Sergipe, i den östra delen av landet, 1 300 km nordost om huvudstaden Brasília. Lagoa do Caldeirão ligger 11 meter över havet.
Omgivningarna runt Lagoa do Caldeirão är huvudsakligen savann. Runt Lagoa do Caldeirão är det ganska glesbefolkat, med 21 invånare per kvadratkilometer.